# Gregor Schwake
 (juillet 2021).
Le contenu est difficilement compréhensible vu les erreurs de traduction, qui sont peut-être dues à l'utilisation d'un logiciel de traduction automatique.
Le Père Gregor Schwake, OSB (nom civil : Théodore Schwake), né le 15 avril 1892 à Emmerich am Rhein et mort le 13 juin 1967 à Billerbeck (abbaye de Gerleve), est un bénédictin et prêtre catholique, compositeur de musique religieuse (Volks-Chorals), poète et fervent critique du national-socialisme.

## Biographie
Théodore Schwake a grandi dans sa famille, dans sa ville natale. Il a fréquenté l'école primaire, le lycée à Emmerich, où il passa son baccalauréat en mars 1911. En 1911, il commence des études de philosophie et théologie dans les écoles des abbayes religieuses de Maria Laach et Gerleve. Sa formation de musicien d'église (Schlüter, Nather, Friedrich Wilhelm Franke, August Othegraven) occupe les années 1917 à 1920. En décembre 1920 Schwake termine ses études de à l'Université de Wilhelms Westfälische de Münster, (avec M. Fritz, Autrichien). En octobre 1923, il a soutenu sa thèse sur l'histoire de l'Orgelbaus, promotion de janvier 1924.
À Pâques 1911, il entre à l'abbaye de Gerleve dans l'ordre de Saint Benoît. Le 8 septembre 1912, il est Professeur et désormais porte le nom religieux de Gregor. Son ordination a eu lieu le 25. Juillet 1917 à l'abbaye de Gerleve. Après l'enseignement de la musique, le père Schwake reçoit la tâche d'organiste à l'Abbaye de Gerleve. Au cours de son emprisonnement par les Nazis, à partir de février 1944 il dirige les chants à KZ Dachau et devint organiste dans la Chapelle du bloc KZ 26 (bloc des Prêtres). Après la libération du Camp de concentration de Dachau il devint le 29 août 1945 prêtre dans la paroisse de Ettenkirch / Friedrichshafen. Le 2 mai 1947, il se déplace à dans l'Abbaye de Beuron et en septembre 1948, le Père Schwake est renvoyé à l'Abbaye de Gerleve ; là il mourut en 1967 six semaines avant son jubilé d'or sacerdotal.
Dès 1929, il donna des cours et des sessions de musique liturgique, 1932 en Suisse et en Autriche en 1933. En mars 1935, il reçut audience avec le pape Pie XI. Au sujet du renouvellement liturgique. 1937 / 38 Il donne des cours de Volksliturgische Musique Liturgique du peuple en Yougoslavie, puis il a été un professeur de musique à Francfort et plus des cours de chant chorals. Sur les 6. Octobre 1943 son arrestation par la Gestapo se déroula pendant un cours de chorale en Haute-Autriche de Linz. Il a écrit de nombreux poèmes pendant son emprisonnement dans le camp de concentration de Dachau et composé en septembre 1944 la Messe de Dachau, chantée la première fois septembre 1944 dans la Chapelle du bloc des Prêtres. Après sa libération il prit à nouveau part à l'apostolat choral en septembre 1948, il travaille dans le théâtre.

## Persécution par les nazis
Le 13 juillet 1941, c'est l'expulsion du monastère de Bénédictins de l'abbaye de Gerleve par les Nazis. Le Père Schwake est le 6 octobre 1943 arrêté par la Gestapo à Linz et tout d'abord détenu à la prison de police de Linz, puis déporté au KZ Dachau (Camp de concentration de Dachau) du 2 au 10 janvier 1944.
Le chef de la Gestapo, Ernst Kaltenbrunner, chef de la police secrète de l'État de Berlin, le 18 décembre 1943 fait arrêter le Père Gregor pour ces raisons : « religieux contre l'État [...], sape la confiance de la population pour le gouvernement ».

## Travaux
- Thèse intitulée Forschung zur Geschichte der Orgelbaukunst in Nordwestdeutschland: Orgelbaumeister Jacob Courtain (recherches sur l'histoire de l'art de Orgelbau en Allemagne du Nord : Jacob Courtain). Université de Münster, Münster 1923
- Das Volk lernt gregorianischen Choral : Volkschoralpraxis Le Peuple apprend le grégorien : pratique chorale populaire. Laumann Verlag, Dülmen 1932
- Choral-Werkbrief 1‒10. Jugendhaus Verlag, Düsseldorf 1936
- Volkshochamt in grundlegender liturgischer Form : Eine Beilage zu jedem Volks-Messbuch : supplément Missel romain du peuple, Verlag Laumann, 1931 Dülmen
- Volks-Hochamt. Laumann Verlag, Dülmen 1948
- Dat Kiärkenjaohr bi’n kranken Mensken, Aschendorff Verlag, Münster, 1952
- Wallis bis Waterkant : Laumann Verlag, Dülmen 1961

- Gregor Schwake, Anton Roth : Dachauer Messe ‒ In viam pacis, Regina Pacis ‒ KZ Dachau im Sommer 1944 de Dachau ‒ juste en viam pacis, Regina Ara Pacis ‒ KZ Dachau au cours de l'été 1944. Audience cartouche ville Friedrichshafen, Friedrichshafen 1998[pas clair],  (ISBN 3-89549-500 X)

## Enregistrements
- Enciclopedia discografica della Letteratura musicale concentrazionaria (1933-1945) Dachau Messe CD 15

## Commémoration
- 18 octobre 1997: Commémoration et exposition, Dachau Ettenkirch ;
- 18 janvier 1998: Dachau-Messe à Dachau-Hl.Kreuz;
- 25 mars 2000: Dachau-Messe à St.Aldegundis, Emmerich;
- 2 novembre 2002: Dachau-Messe à Dachau- .Kreuz,
- 1er novembre 2004: Dachau-Messe à l'Église abbatiale de Gerleve en souvenir des monines défunts de l'Abbaye de Gerleve.
- Dans le hameau d'Ettenkirch de la ville Friedrichshafen il y une rue Gregor Schwake (Gregor-Schwake-Straße) à la mémoire de son action dans la paroisse catholique locale de 1945 à 1947.